# Kinosternon scorpioides
La tortuga estuche (Kinosternon scorpioides), también conocida como casquito escorpión, morrocoy de agua, tapaculo y tortuga de pecho quebrado, es una tortuga de la familia kinosternidae, que vive en lagunas y ríos de América tropical desde México hasta el norte de Argentina. No tiene presencia en Uruguay como se ha mencionado antes. 

## Descripción

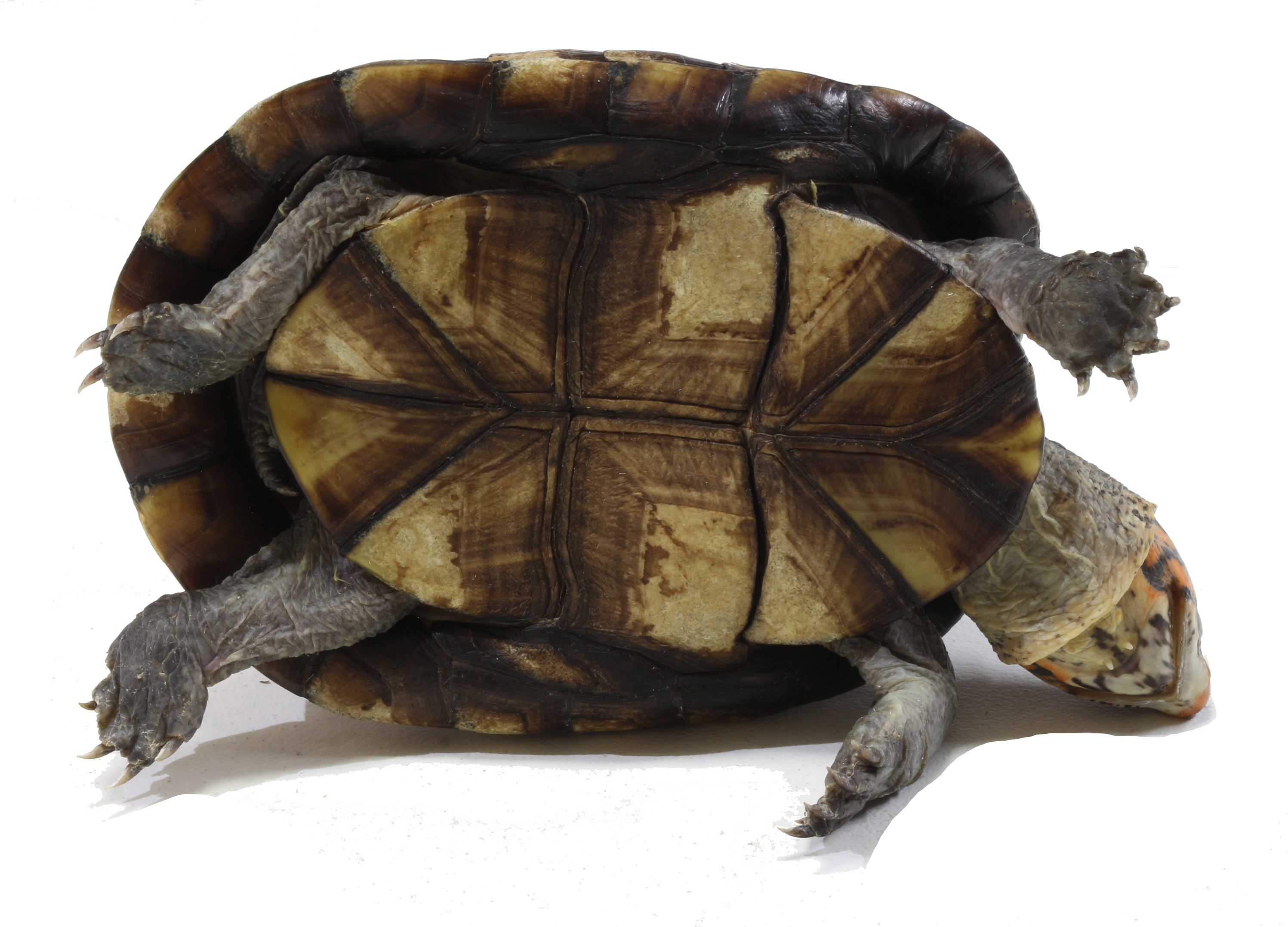
Plastron

El caparazón es de color marrón y mide entre 15 y 18 cm de longitud, siendo mayor el de los machos. La cabeza, las patas y la cola son grises. En la punta de la cola presenta una uña, por lo que internacionalmente se la conoce como tortuga escorpión.
El plastrón es amarillento, está dividido en tres secciones articuladas, la central fija y las otras dos móviles, lo que le permite encerrarse en una caja propia con una tapa anterior y otra posterior, que protegen su cuerpo cuando se siente en peligro. Esta característica le da su nombre de estuche.

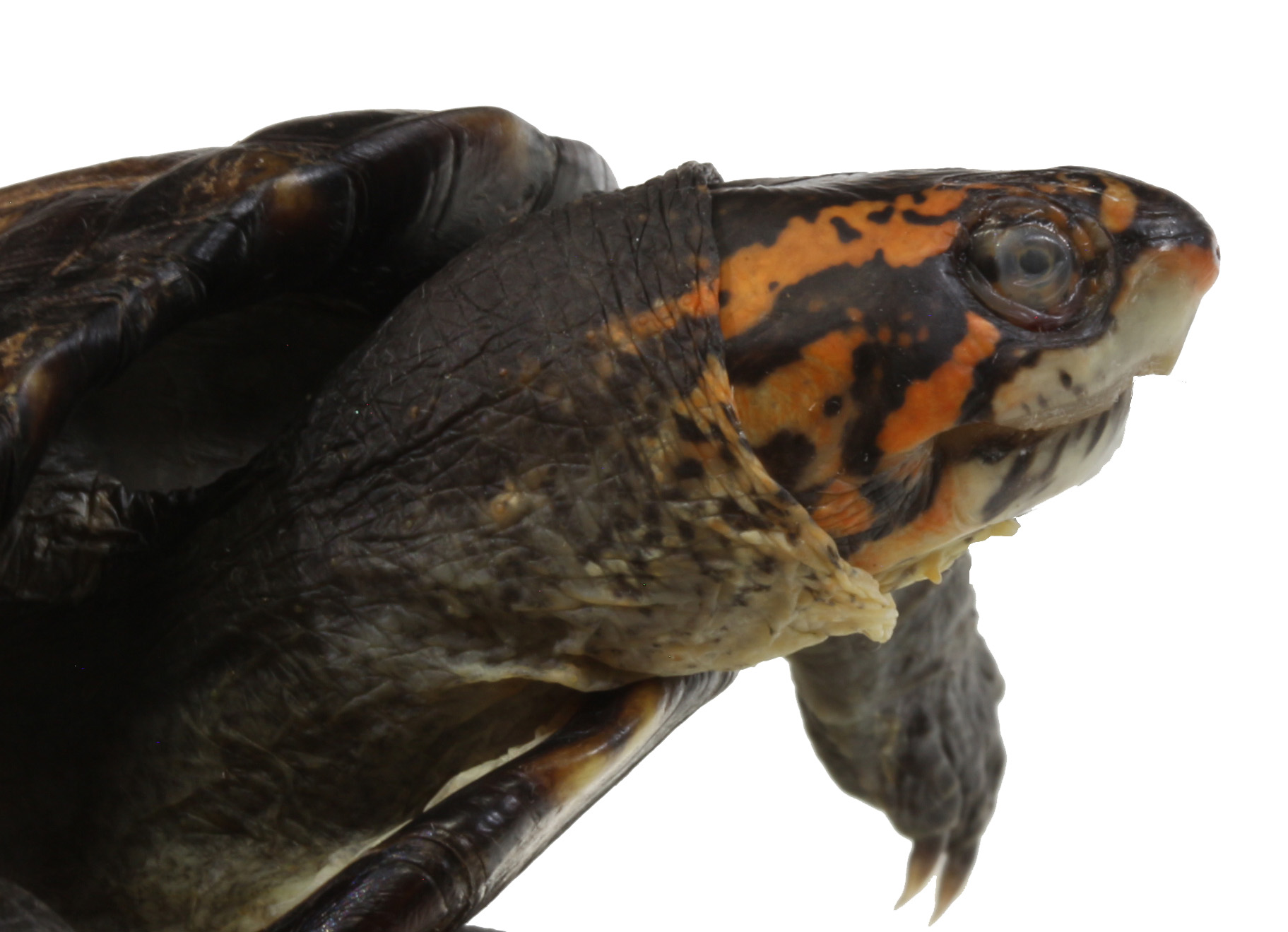
Cabeza

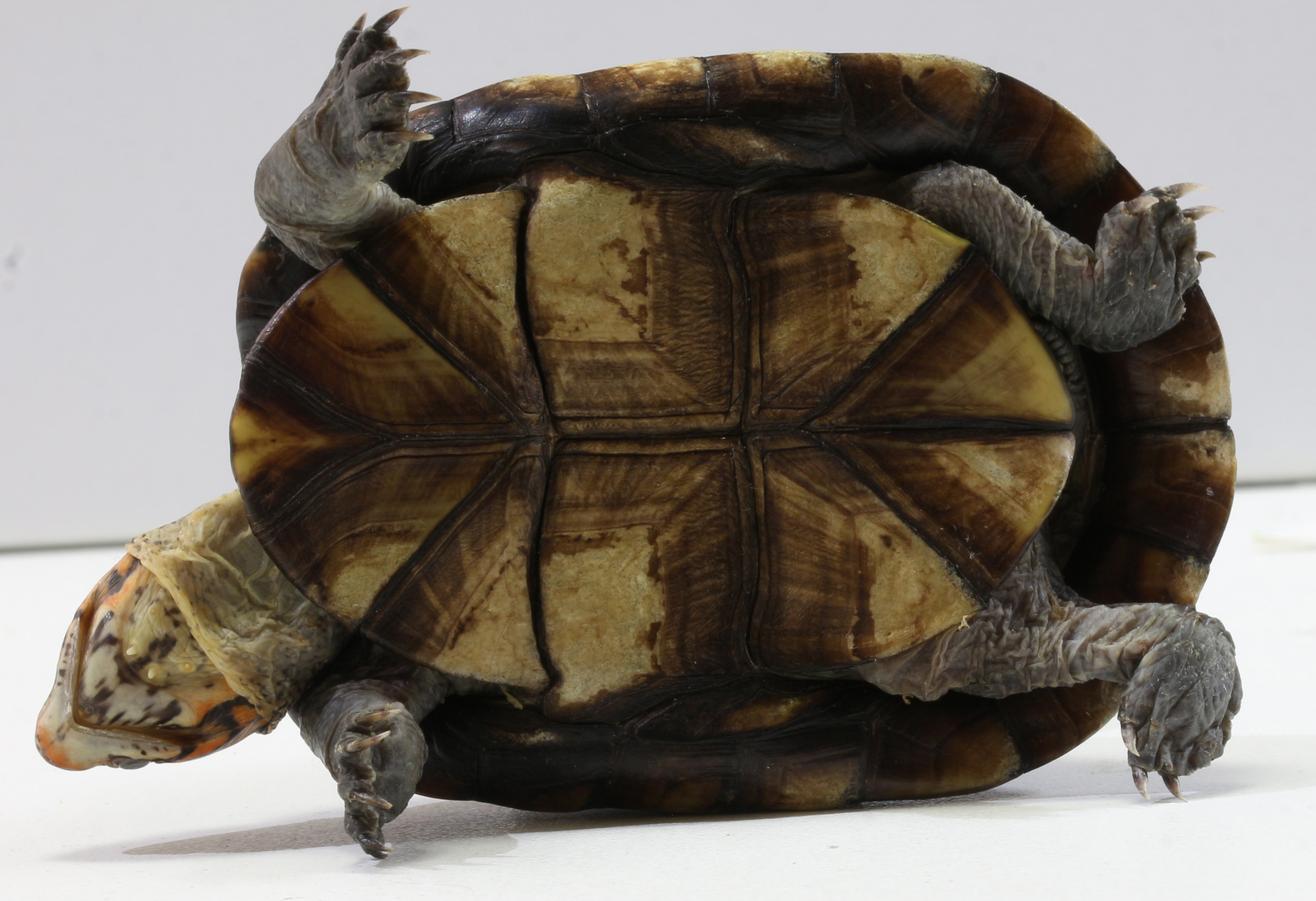
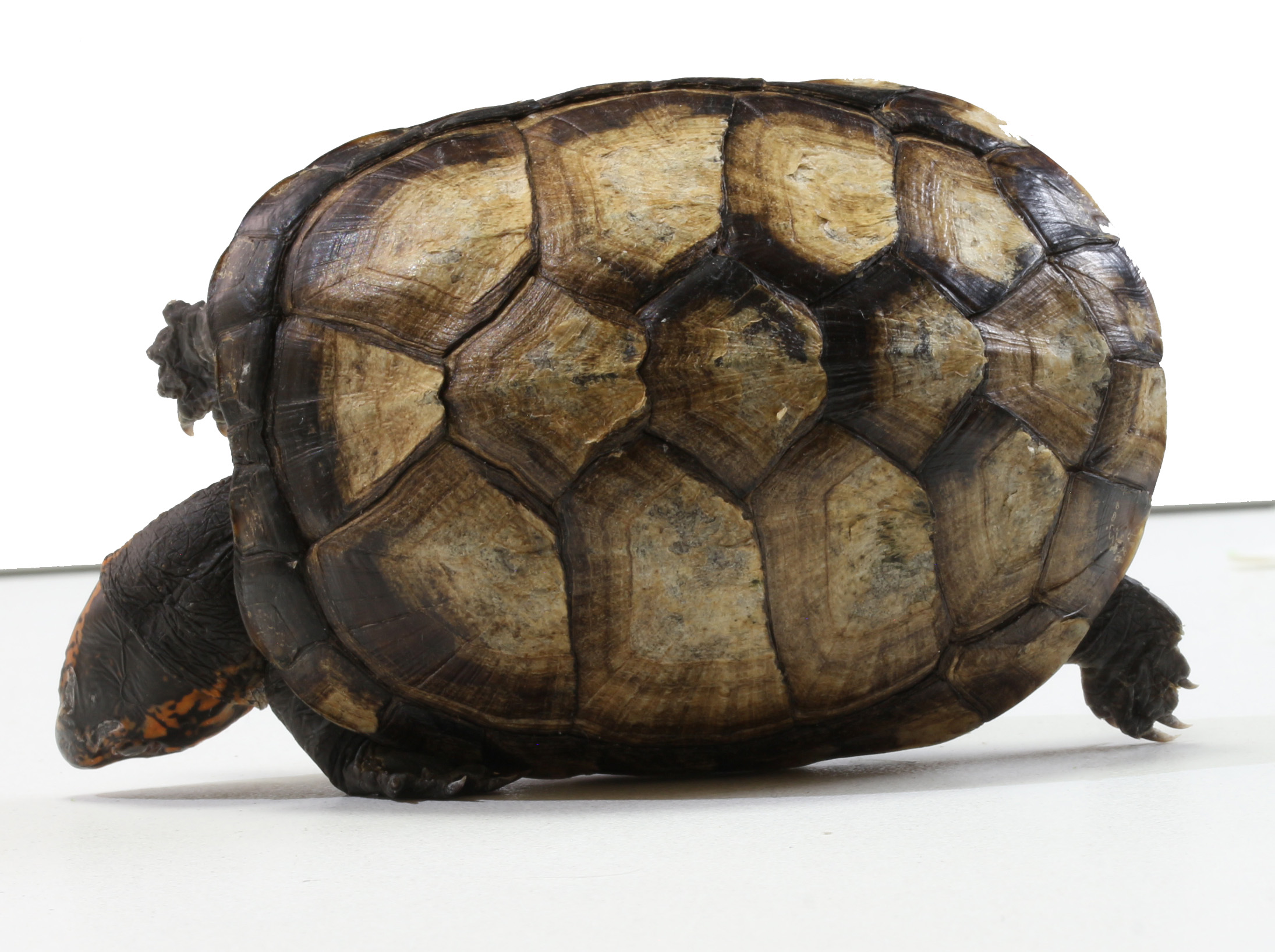
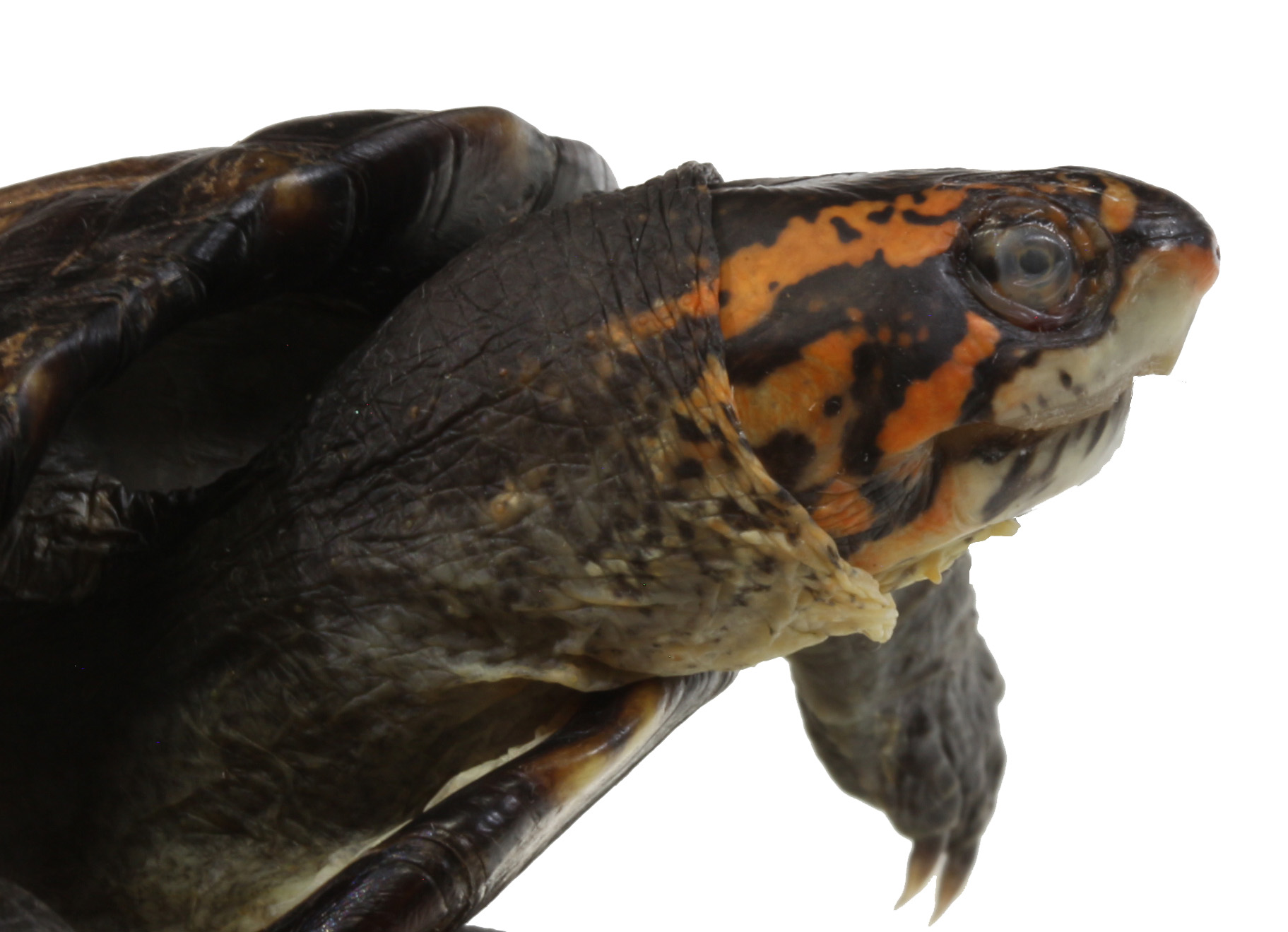
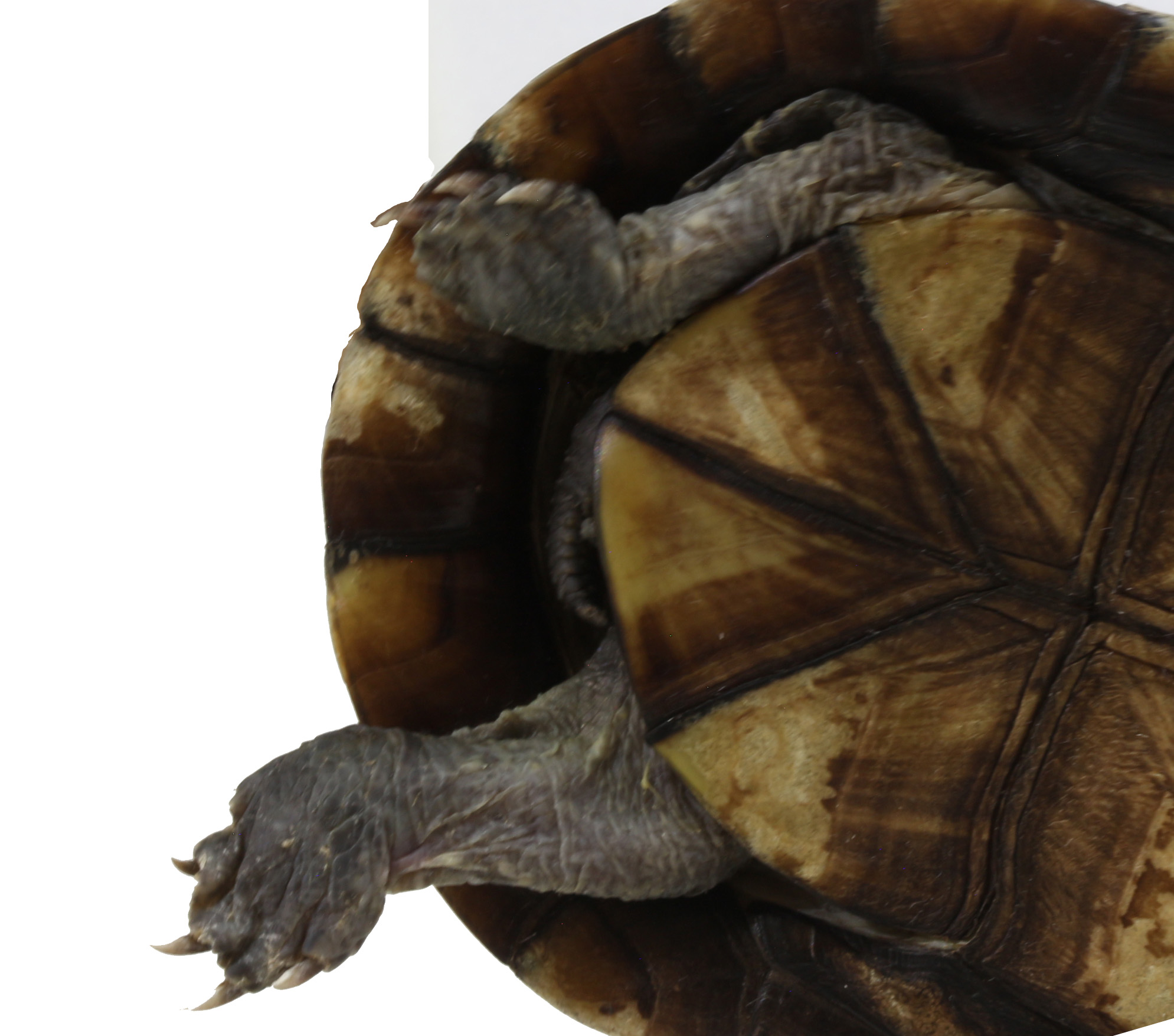
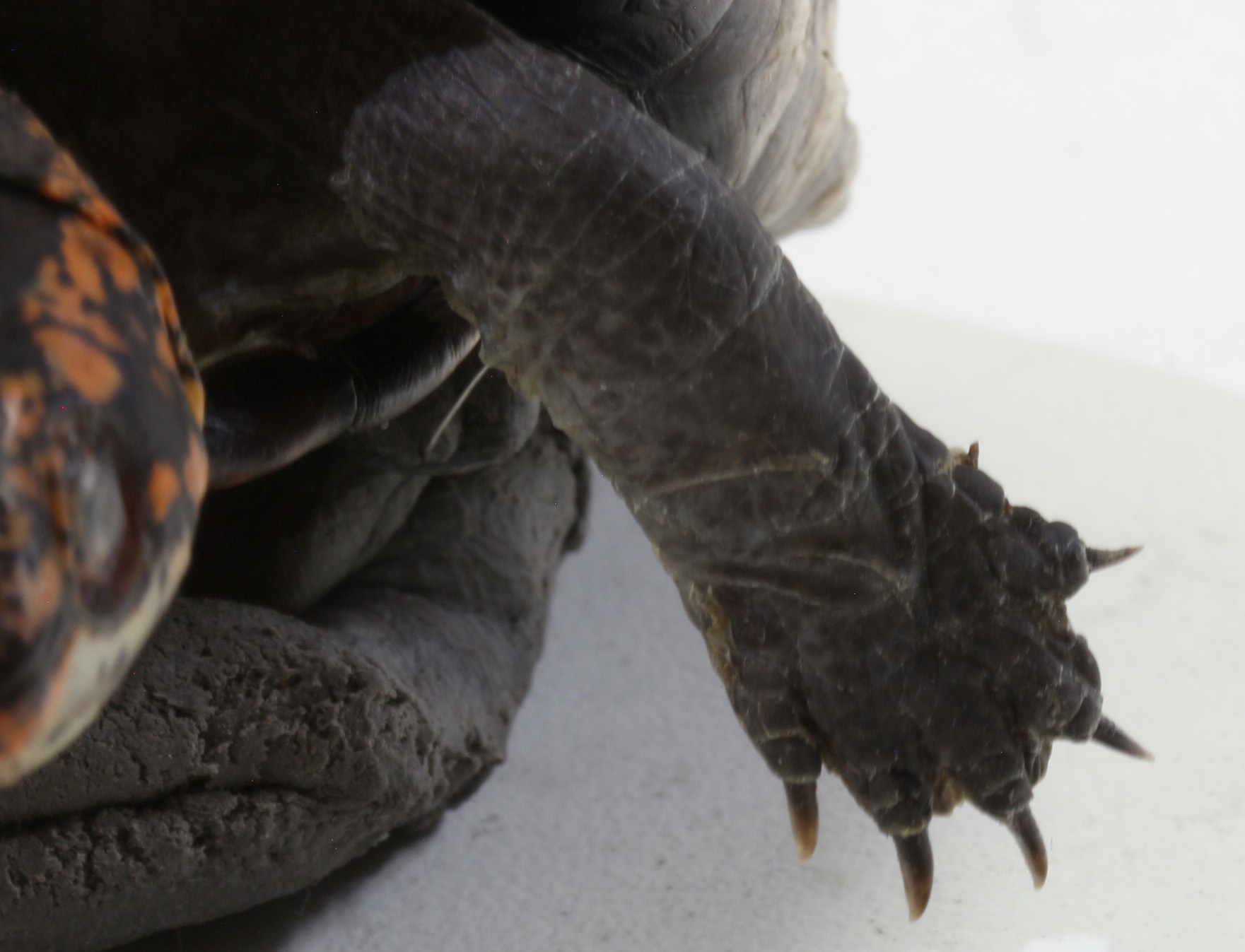
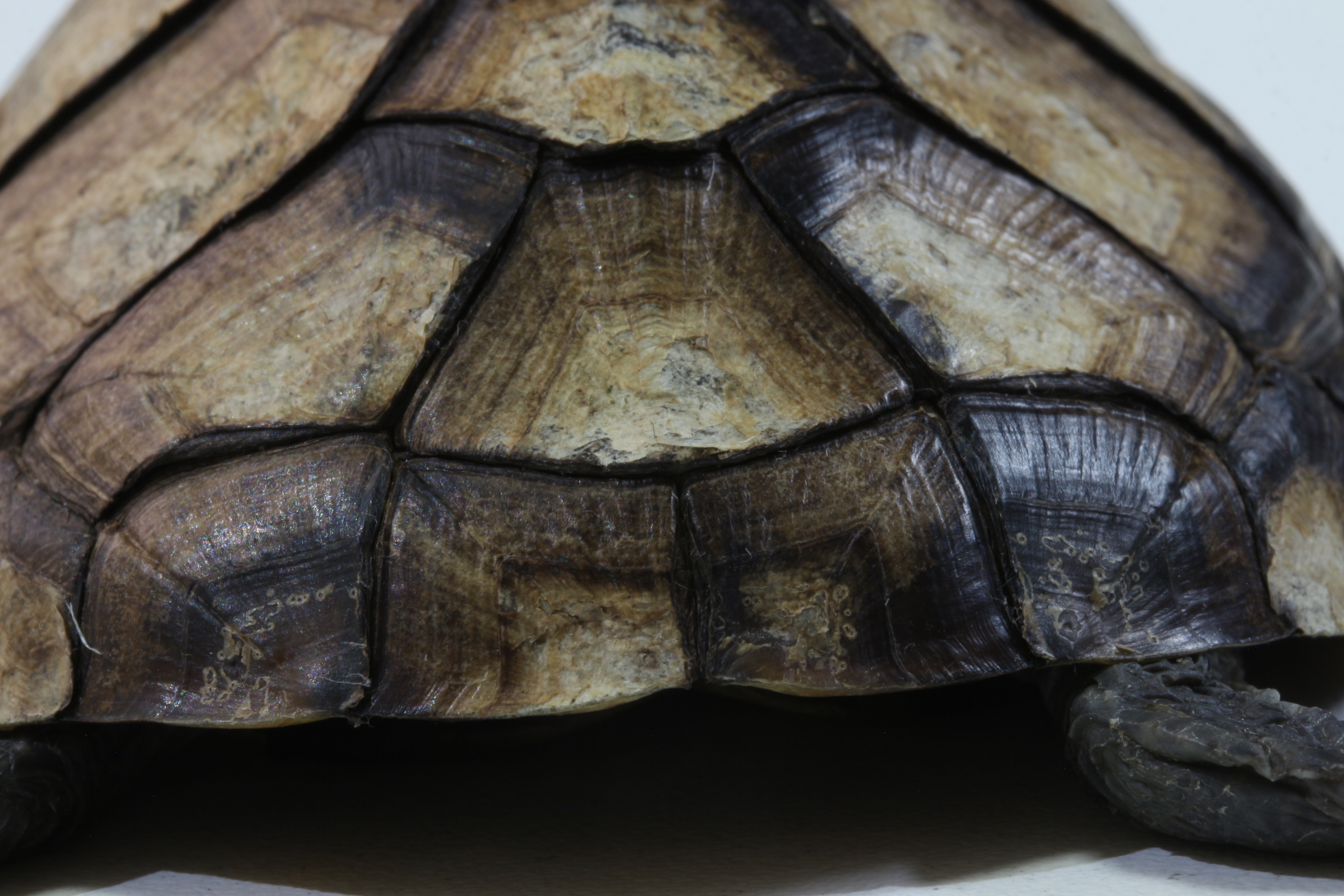
Imagenes descriptivas

## Comportamiento

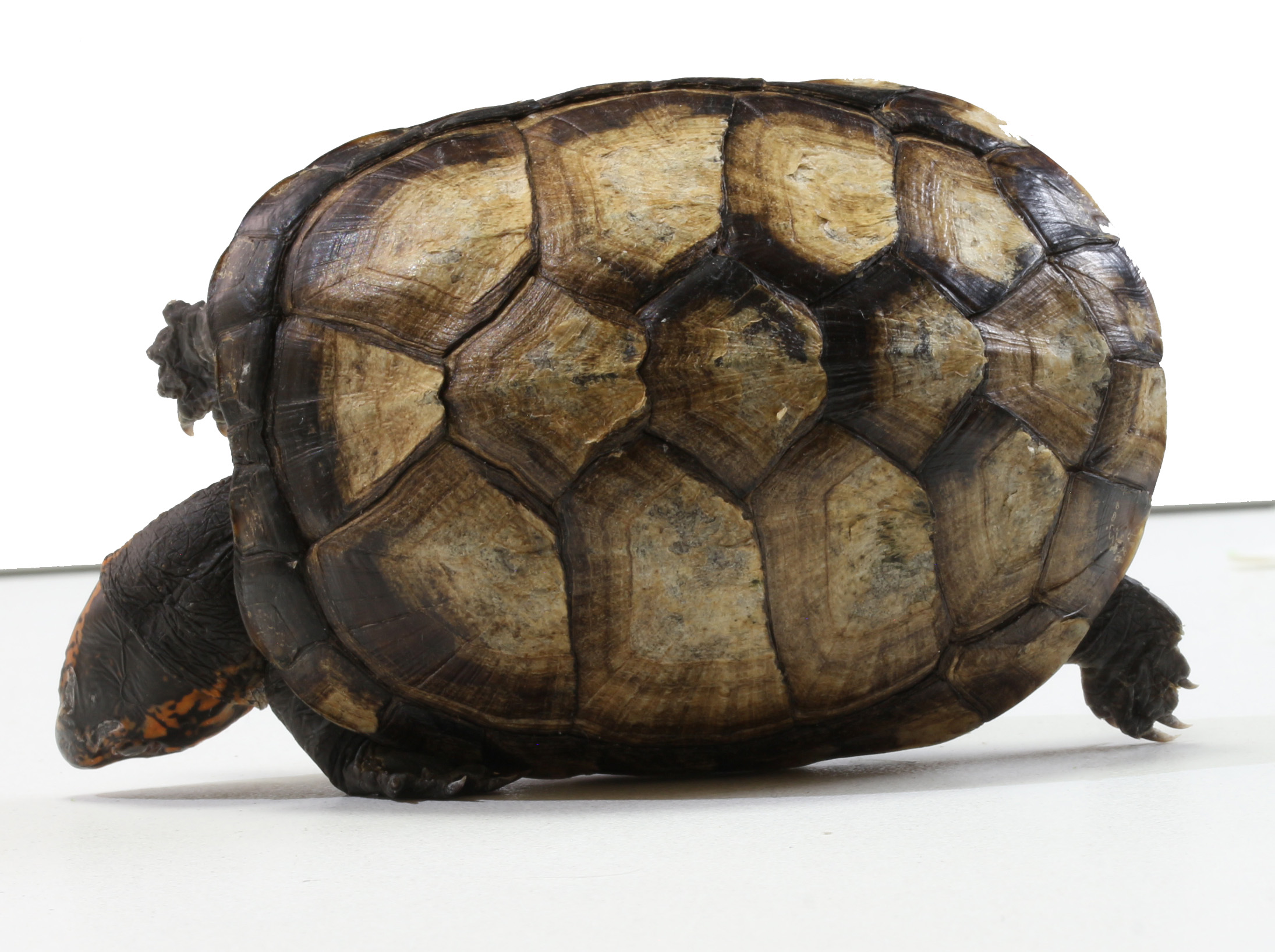
K. scorpioides Espaldar

En la estación seca se entierra entre el barro hasta que el agua vuelve a llenar la laguna o el lecho del río donde se encuentra, de lo que viene su denominación como tortuga del barro. Le gusta descansar escondida entre las plantas y sale a buscar alimento al amanecer y al anochecer.Generalmente en época de lluvias cuando está enterrada suele salir en busca de una fuente de agua como charcas, de no haber ninguna disponible se queda afuera paseando hasta que se acaba la lluvia y vuelve a esconderse.

## Hábitat
Esta especie de tortuga se ha adaptado  y evolucionado a diversos ecosistemas. Vive en todas las corrientes de agua dulce que existan a su alrededor, teniendo la misma una gran capacidad de adaptación. En épocas de sequía, suelen permanecer en la tierra húmeda y el lodo.  

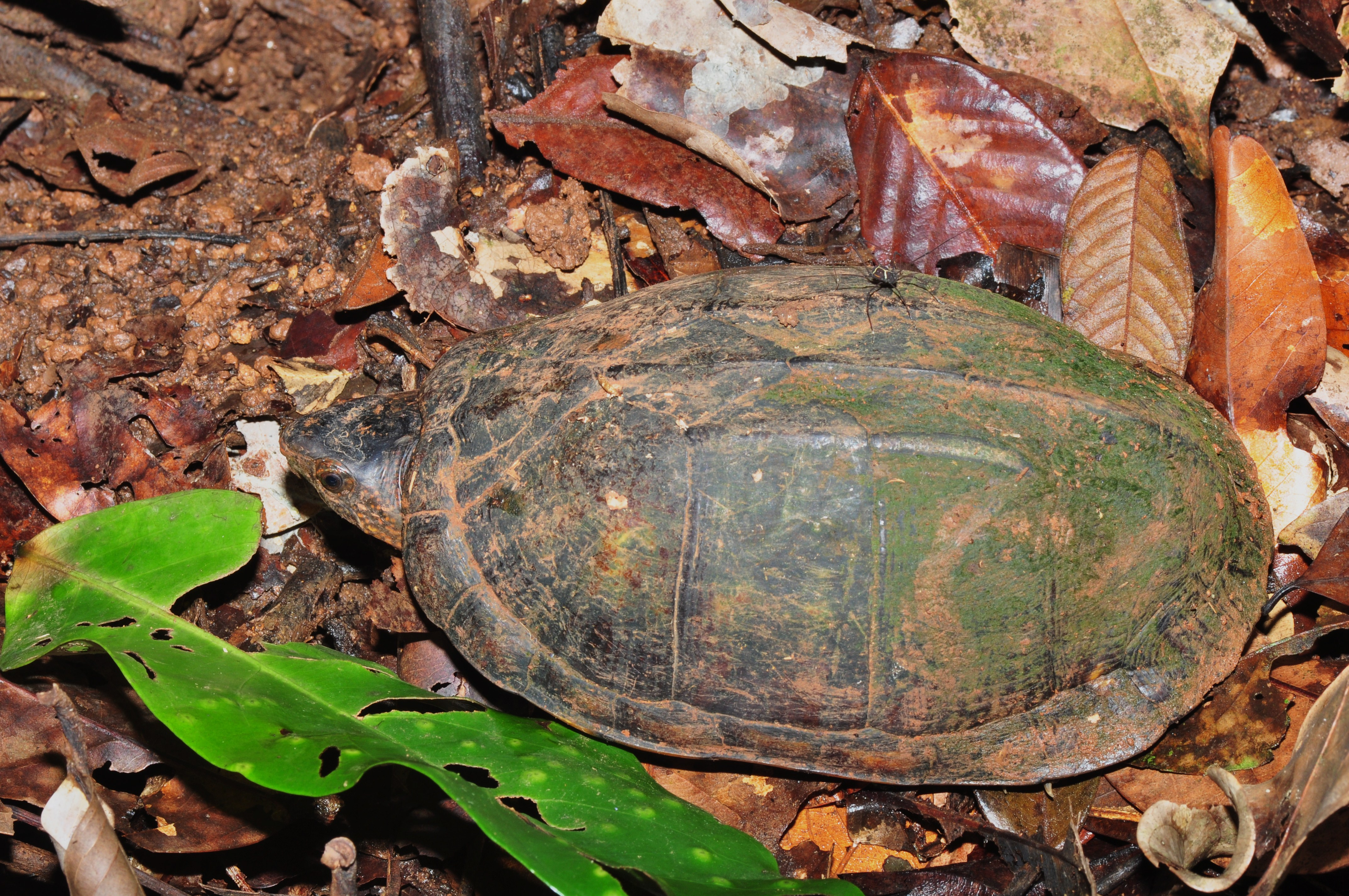
Kinosternon scorpioides, Puerto Quepos, Puntarenas, Costa Rica

## Reproducción
El cortejo y el apareamiento ocurre generalmente en el agua. La hembra pone de 2 a 9 huevos blancos elípticos, en la base de las plantas y frecuentemente los entierra. La tortuga estuche logra su madurez sexual, a partir de los 5 años de edad, este se considera el momento oportuno para comenzar a procrear. La hembra carga los huevos en su interior aproximadamente 5 semanas. Para luego desovar en un lugar cerca del sitio de permanencia, para después cubrir los huevos con abundante pasto y hojas.

## Alimentación
Su dieta es omnívora se alimenta de peces, insectos, moluscos, ranas, renacuajos, grillos, crustáceos y anélidos.

## Subespecies
- K.s. abaxillare - Chiapas (México) que recientemente se ha considerado una especie diferente.[1]
- K.s. albogulare - de Honduras a Panamá Algunos autores la clasifican como especie independiente, K. albogulare (Duméril & Bocourt,  1870).
- K.s. carajensis - sur de Pará (Brasil)
- K.s. pachyurum - Bolivia
- K.s. panamense - Panamá
- K.s. scorpioides - Panamá, Colombia, Ecuador, norte de Perú y algunas zonas de Brasil y Bolivia.
- K.s. seriei - sur de Bolivia, este de Paraguay y norte de Argentina.
- K.s. cruentatum - del sudeste de México a El Salvador. Caparazón con tonos más claros y brillantes. La cabeza posee manchas naranjas. Algunos autores la clasifican como especie independiente, K. cruentatum (Duméril, Bibron & Duméril,  1851).